# Synagoge (Dsjatlawa)

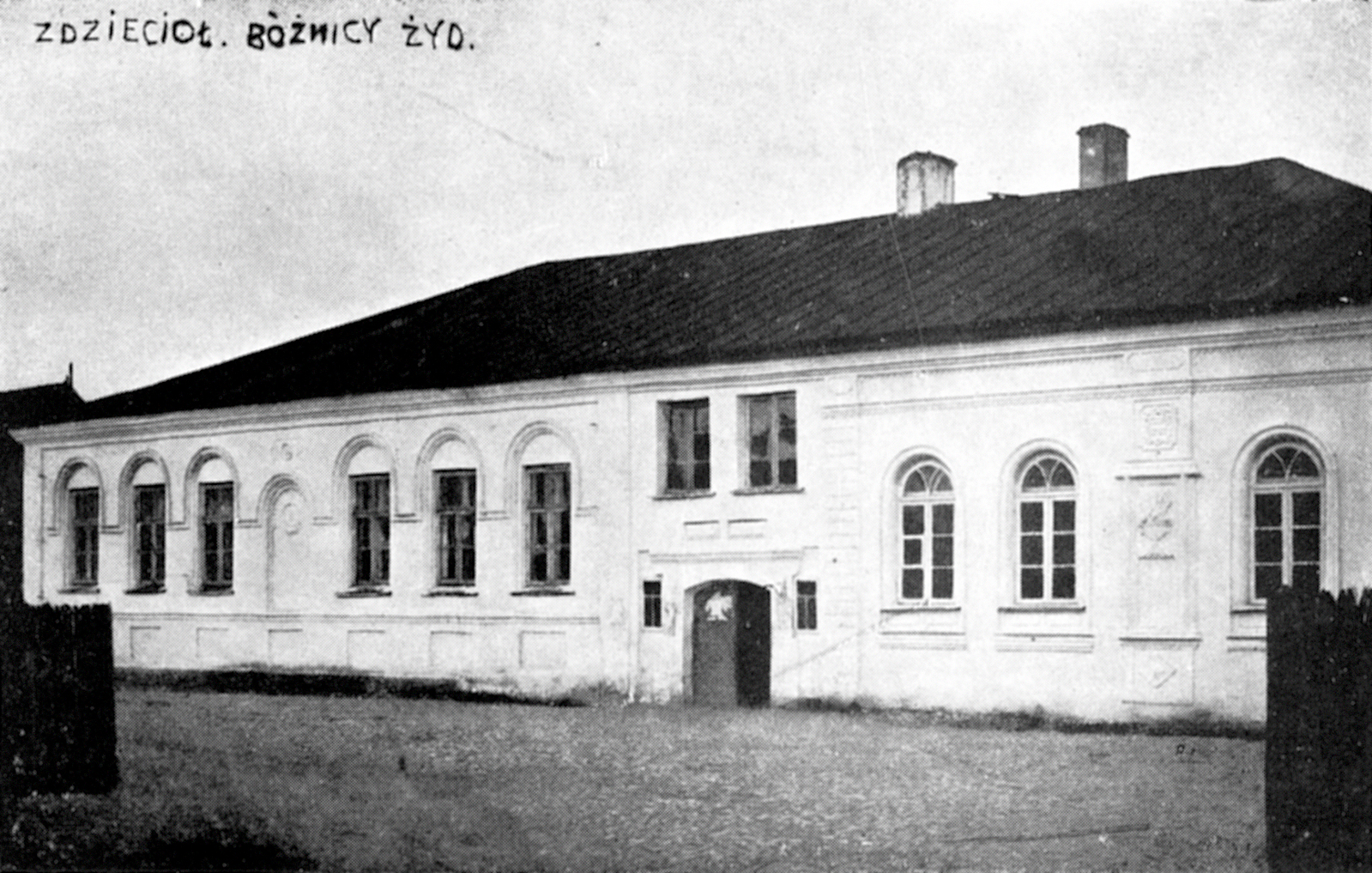
Synagoge in Dsjatlawa (vor 1939)

Die Synagoge in Dsjatlawa, einer belarussischen Stadt in der Hrodsenskaja Woblasz, wurde 1884 errichtet. Die Synagoge wurde während des Zweiten Weltkriegs beschädigt und danach zweckentfremdet.
In Dsjatlawa war vor 1941 der Anteil der jüdischen Bevölkerung sehr hoch. Der überwiegende Teil der jüdischen Bevölkerung wurde von den deutschen Besatzern während des Holocausts ermordet.